# Jean-Paul Nozière
Pour les articles homonymes, voir Nozière.
Jean-Paul Nozière, né le 7 juillet 1943 à Monay, dans le Jura, est un écrivain français, auteur de roman policier et de littérature d'enfance et de jeunesse.

## Biographie
Il naît dans un petit village d’une trentaine d’habitants du Jura. Ses parents sont instituteurs.
Devenu adulte, il enseigne l’histoire-géographie pendant une dizaine d'années, puis enchaîne sur une carrière de professeur-documentaliste dans un collège à Is-sur-Tille en Côte-d'Or. Il y crée en 1990 la revue Fortissimots, à laquelle collaborent de nombreux professionnels du livre. Il fait écho à cette expérience dans son livre Une lecture inoubliable (Seuil, 1997).
Il commence par écrire des nouvelles pour le journal de son ancienne école. La première qu’il publie s’intitule L’Uniforme et porte sur l’Algérie. Il rédige aussi des critiques de films, mais cesse d'en écrire à l'âge de 36 ans.
Son premier récit, Un cheval à l'école, paraît en 1979, dans le numéro 34 de J'aime lire. Il écrit ensuite des romans de littérature d'enfance et de jeunesse. Son premier roman noir destiné à un lectorat adulte, Ma chère Béa, est publié dans la Série noire en 1995.
Il a écrit une soixantaine de romans pour la jeunesse, publiés chez différents éditeurs, des nouvelles dans des recueils collectifs, ainsi que plus d'une quinzaine de romans policiers pour adultes, dont la série des Enquêtes de Slimane, parue au Seuil. Plusieurs de ses romans ont été primés.
Il vit en Bourgogne.

## L'œuvre
Les romans de Jean-Paul Nozière sont très différents de l'un à l'autre : histoire d'amour douce-amère, intrigue policière, histoire drôle ou plutôt nostalgique, mais avec une constante : les héros ne sont jamais des héros mais souvent des paumés qui passent du rire aux larmes.
Quelques thèmes majeurs : les fêlures de l'enfance ou de l'adolescence, les enfants à l'école et les relations avec les enseignants passionnés ou fragiles, l'Algérie, les enfants assassins, la parodie, le noir ; avec des constantes : la place de la musique, des références au cinéma.
Pour Jean-Paul Nozière, la force d'un roman (même un roman policier ou un roman loufoque) est dans sa capacité à transmettre, à rappeler que la mémoire est nécessaire pour bien vivre.

## Les ouvrages

### Romans

#### SérieSlimane Rahali
Sauf avis contraire, les romans de cette série sont tous parus dans la collection Points au Seuil.
- Un regrettable accident, 1999
- Bogart et moi, 1999
- Fatal Tango, 2000
- Trois petites mortes, 2001
- L'Axe du mal, Éditions L'Esprit des Péninsules, 2003

#### Autres romans policiers
- Ma chère Béa, Gallimard, Série noire no 2398, 1995
- Billi Joe, Fleuve noir, 1996
- Adieu mes jolies, Seuil, 1998
- Tangos, Fleuve noir, 1998
- Le Silence des morts, Rivages/Noir no 596, 2006 Le personnage de Slimane Rahali fait une apparition dans ce roman.
- Je vais tuer mon papa, Rivages/Noir no 660, 2007
- Cocktail Molotov, Rivages/Noir no 746, 2009
- Des manches et la belle, Gallimard, coll. Suite noire no 34, 2010
- Dernier tour de manège, Rivages/Noir no 818, 2011
- Le Chat aux aguets, Rivages/Noir no 890, 2012
- Trabadja, Rivages/Noir no 969, 2014
- La Maison des pendus, French Pulp éditions, 2018

#### Romans de littérature d'enfance et de jeunesse
- Un cheval à l'école, Éditions Bayard, 1979
- Le Facteur à l'envers, Éditions Rageot, coll. « Ma première amitié », 1981 ; Réédition 1991, Hatier, coll. « Ratus » sous le titre Le facteur tête en l’air
- Pépé Révolution, Éditions Magnard, coll. « Tire Lire », 1981 ; réédition, Magnard, 1995
- L'Abominable Destin des Areu-Areu, Éditions Magnard, coll. « Tire Lire », 1982
- Tu vaux mieux que mon frère, Éditions Duculot, coll. « Travelling », 1982 ; réédition (et réécriture), Gallimard, coll. « Lecture Junior », 1994 ; Gallimard, coll. « Folio junior », 1999
- P'tit Zoé appelle Bras de fer, Éditions Magnard, coll. « Tire Lire », 1983 - Diplôme Loisirs Jeunes 1984
- Le Fils des fadas, Éditions Rageot, coll. « Bibliothèque de l'amitié », 1984 ; réédition Mango, coll. « Mango poche », sous le titre Z comme Zoulou
- La Vie sauvage, Flammarion, coll. « Castor poche », 1986
- Pépé Verdun, Éditions Magnard, coll. « Tire Lire », 1986 ; réédition, Mango, coll. « Mango poche », 1993
- Cher vieux Cochise, Éditions Duculot, coll. « Travelling », 1986
- Torpédo contre les gangsters, dans Je bouquine (Éditions Bayard), 1987
- Ma vie c'est l'enfer, Éditions Rageot, coll. « Les Maîtres de l'aventure », 1987 ; réédition, Gallimard, coll. Folio junior, 1995 ; réédition (et réécriture), Hachette, coll. « Le livre de poche jeunesse », 2001, sous le titre Cheval gagnant
- Dossier Top Secret, Éditions Rageot, coll. « Les Maîtres de l'aventure », 1987 ; réédition, Gallimard, coll. « Folio Junior », 1994, coll. « Folio junior policier », 2000
- Rube est un sale menteur, Éditions Nathan, coll. « Nathan poche », 1988
- Souviens-toi de Titus, Éditions Rageot, coll. « Les Maîtres de l’Aventure », 1989 ; réédition, Rageot, coll. « Heure noire », 1993, puis en 2004 - Prix Polar Jeunes 1990 ; Prix Gavroche
- La Malédiction du corbeau, dans Je bouquine (Éditions Bayard), 1989
- La Chanson de Hannah, Éditions Nathan, coll. « Nathanpoche »1990 ; réédition, Nathan, coll. « Pleine Lune », 1995, puis coll. « Comète », 2002, puis coll. « Nathanpoche », 2006 et 2010 - Prix Enfantaisie, salon du livre de Genève, 1991
- Le Ventre du Bouddha, Hachette, coll. « Verte aventure », 1990 ; réédition, Flammarion, coll. « Castor poche », 1997, sous le titre Les assassins du cercle rouge
- Un été algérien, couv. de Yan Nascimbene, Gallimard, coll. « Page blanche », 1990 ; coll. « Scripto », 2012  (ISBN 9782075010221) - Grand Prix du Livre Jeunesse de la Société des Gens de Lettres, 1990 ; Totem Télérama du roman au Salon du livre de jeunesse à Montreuil, 1990 ; Prix d’Honneur, Lire au collège, 1991
- Histoire du magicien qui aimait les petits lapins et les grands destins, Dijon, CRDP, 1990
- Elsa et Antonio pour toujours, Éditions Rageot, coll. « Cascade », 1992
- Des crimes comme ci, comme chat, Éditions Rageot, coll. « Cascade policier », 1992 - Prix du roman du salon de Brive et Montréal.
- Retour à lthaque, couv. de Yan Nascimbene, Gallimard, coll. « Page blanche », 1992 ; réédition, couv. de Henri Galeron, Gallimard, coll. Folio junior, 2000 puis 2010  (ISBN 9782070631957)
- L'amour K.O, Rageot, coll. « Cascade », 1993 ; réédition, Gallimard, coll. « Folio junior, » 2004, sous le titre Un peu, beaucoup, passionnément...
- Soir d'été, appartement 3 B, Scandéditions, coll. « Accents », 1993 ; réédition, Gallimard, coll. Page Noire poche, 1997, sous le titre Sabbat chez les ploucs
- Bye Bye Betty, couv. de Yan Nascimbene, Gallimard, coll. « Page blanche », 1993 ; réédition, Gallimard, coll. « Page noire », 1998  (ISBN 9782070522491) pui coll. « Scripto », 2003  (ISBN 9782070552566)
- Un été 58, Seuil, coll. « Fictions », 1995 ; réédition, Seuil, coll. Points Virgule, 2002 ; réédition, Thierry Magnier, 2006 - Prix Ibby pour la France, 1996
- Le "Ville de Marseille", Seuil, coll. « Fictions », 1996 ; réédition, Seuil, coll. « Points Virgule », 2003 ; réédition, Gallimard, coll. « Scripto », 2010  (ISBN 9782070577309)
- Pas de pourliche pour miss Blandiche, coll. « Page Noire », Gallimard, 1996
- Une sixième en accordéon, Éditions Rageot, coll. « Cascade », 1996 - Prix 1000 jeunes lecteurs
- Une lecture inoubliable, Seuil, coll. « Fictions », 1997
- Blanc comme neige, couv; de Yan Nascimbene, Gallimard, coll. « Page blanche », 1998 ; réédition, Gallimard, coll. « Folio junior », 2003, avec l'ajout de la nouvelle Et vous mourrez longtemps
- Le Rebelle du quatrième, Éditions Rageot, coll. « Cascade pluriel », 1998 ; réédition, Nathan, coll. « Nathan poche », 2005, sous le titre Si tu savais Tobby
- Eldorado, Gallimard, coll.«  Folio junior », 1999
- Un jour avec Lola, Éditions Thierry Magnier, 2001
- Série noire sur le Chérie Noire, Éditions Thierry Magnier, 2001 - Prix de Montélimar ; Prix Romanphiles 2003
- Week-end mortel, Éditions Rageot, coll. « Heure noire », 2002
- Fin août, début septembre, Gallimard, coll. « Hors Piste », 2002
- Maboul à zéro, Gallimard, coll. « Scripto », 2003  (ISBN 9782070553594) -  Prix France Télévisions 2003 ; Prix des lycéens allemands 2005
- Baisse la tête, t'auras l'air d'un coureur, illustrations de Gilles Tevessin, Nathan, 2003  (ISBN 9782092502679)
- Ci-gît, pour l'éternité, Éditions Thierry Magnier, 2004
- Un peu, beaucoup, passionnément…, Gallimard, 2004
- Tu seras la risée du monde, De La Martinière, 2004
- Mais qu'est-ce qu'on va bien faire de toi ?, La Martinière, 2005
- La Vie comme Elva, Éditions Thierry Magnier, 2005
- Là où dort le chien, Gallimard, coll. « Scripto », 2006
- Nous sommes tous tellement désolés, Éditions Thierry Magnier, 2007
- Échec et Rap, Éditions Nathan, 2007 réédition, Nathan, coll. « Nathan poche. Policier », 2011  (ISBN 9782092525234) et 2012  (ISBN 9782092541609) - Prix Les Mordus du polar, Ville de Paris, 2007
- L'Île aux chiens, Gallimard, coll. « Hors Piste », 2007
- Un trésor d'embrouilles, Éditions Syros, coll. « Souris noire », 2008 - Prix Les Mordus du polar, Ville de Paris, 2008
- Tu peux pas rester là, Éditions Thierry Magnier, 2008  (ISBN 9782844206770) ; réédition 2012  (ISBN 9782364741928)
- Mortelle Mémoire, Gallimard, coll. « Scripto », 2009
- Rien qu'un jour de plus dans la vie d'un pauvre fou, Éditions Thierry Magnier, 2011
- Un swing parfait, Éditions Syros, coll. « Rat noir », 2011
- À l'heure dite, couv. de Loïc Froissart, Gallimard/SNCF, coll. « Voyage en page », 2011  (ISBN 9782070696635)
- Que deviennent les enfants quand la nuit tombe?, Éditions Thierry Magnier, 2013  (ISBN 9782364742550)
- Camp Paradis, Gallimard jeunesse, coll. « Scripto », 2013
- Mon Américain, avec Élisabeth Brami et Jérôme Meyer-Bisch, Nathan, coll. « Roman poche. Mes années collège », 2013  (ISBN 9782092543672)
- Le fils des instituteurs, Seuil, 2015  (ISBN 9791023503722)
- Roméo sans Juliette, Éditions Thierry Magnier, 2015  (ISBN 9782364747487)
- Maman, j'ai peur, Éditions Thierry Magnier, 2016  (ISBN 9782364748613)

### Nouvelles

#### Recueils de nouvelles
- Demain, ça ira mieux, Éditions Thierry Magnier, 2009
- Et vous mourrez longtemps, Éditions Thierry Magnier, coll. Nouvelles, 2017  (ISBN 9791035200183)

#### Nouvelles isolées
- Les Trois Amours de Nestor Beausoleil dans Noël de toutes les couleurs, Éditions Rageot, 1989
- Et vous mourrez longtemps dans Page noire, Gallimard, 1995
- La vie est immense dans Douze et amères, Fleuve noir, 1997
- Embûches de Noël dans Cadeau mortel pour Noël, Éditions Rageot, 2002
- La messe est finie dans Noël sans frontières, Éditions Rageot, 2003.
- La Sœur de Pinocchio dans Des filles et des garçons, Éditions Thierry Magnier, 2003
- Le Maillot de bain dans Bonnes vacances !, Gallimard, 2004
- Morte dans l'après-midi dans Crimes glacés, Éditions Rageot, 2004
- Délivrance dans Nouvelles vertes, Éditions Thierry Magnier, 2005

## Prix et distinctions
- Prix Totem du roman décerné par Télérama et le Salon du livre et de la presse jeunesse de Montreuil pour Un été algérien (1990)
- Prix de la Société des gens de lettres pour Un été algérien (1990)
- Prix du roman du Salon du livre de Brive pour Des crimes comme ci, comme chat (1992)
- Prix du roman du Salon du livre de Montréal pour Des crimes comme ci, comme chat (1992)
- (international) « Honour List » 1996[6] de l'IBBY pour Un été 58
- Prix Noir d'Automne du Festival du polar de Saint-Nazaire 2000 pour Un regrettable accident (1999)
- Prix polar 2001 du salon du polar de Montigny-lès-Cormeilles pour Trois petites mortes (2000)
- Prix Jeunesse France Télévisions, catégorie roman, pour Maboul à zéro (2003)
- Grand Prix du roman noir français du festival du film policier de Cognac 2007 pour Le Silence des morts (2006)
- Prix des Mordus du polar 2008 des bibliothèques de la ville de Paris pour Échec et rap (2007)[7]

## Articles
- Nicole Schneegans, « Jean-Paul Nozière », interview, Lire au collège, no 29-30, 1991, p. 28-29
- Françoise Loyer, « Jean-Paul Nozière, documentaliste et auteur pour la jeunesse », interview, Inter CDI  (ISSN 0242-2999), no 116, mars-avril 1992, p. 17-19
- « Jean-Paul Nozière, un humour doux-amer », Le Monde de l'éducation, décembre, 1992, p. 54
- Jean-Paul Nozière, « Journal de vacances », Griffon, no 131-132, août-septembre 1992, p. 2-9
- Véronique Soulé, « Jean-Paul Nozière », interview, Citrouille, no 4-5, 1993, p. 34-35
- Jean-Paul Nozière, Pourquoi écrire pour les adolescents, Livres Jeunes Aujourd'hui, no 94/11, 1994, p. 1523-1527
- Marie-Cécile Guernier, « Jean-Paul Nozière : "Je n'écris pas pour mes lecteurs" », interview, Lire au lycée professionnel, no 16, 1996, p. 7-13
- Catherine Gentile, « Gros plan sur Jean-Paul Nozière », Inter CDI, no 173, septembre-octobre 2001, p. 48-59
- Ruth Stegassy, « Écrire en noir. Entretien avec Jean-Paul Nozière », in Françoise Ballanger, dir., Enquête sur le roman policier pour la jeunesse, Paris, La Joie les livres / Paris Bibliothèques, 2003, 160p., p. 64-67  (ISBN 9782843311178)
- Maggy Rayet, « Jean-Paul Nozière : des mots pour le dire », Lectures (Service général des Lettres et du Livre de la Fédération Wallonie-Bruxelles), no 147, septembre-octobre 2006, p. 53-55
- « Notre invité : Jean-Paul Nozière », Ricochet, 2007 (lire en ligne) (consulté le 24 août 2022)